# Henryk Reyman
Henryk Tomasz Reyman (* 28. Juli 1897 in Krakau; † 11. April 1963 ebenda) war ein polnischer Fußballspieler und -trainer. Nach ihm ist heute das Krakauer Henryk-Reyman-Stadion benannt.

## Leben und Karriere
Henryk Reyman wurde 1897 in Krakau, damals ein Teil Österreich-Ungarns, geboren. Dort besuchte er zunächst das Gymnasium. 1910 begann er auch das Fußballspielen bei Wisła Krakau, dem Verein, dem er sein Leben lang treu bleiben sollte. 1914 spielte er erstmals mit der Erwachsenen-Mannschaft von Wisła.
Seine Fußballerkarriere und seine Ausbildung musste er aber mit dem Beginn des Ersten Weltkrieges unterbrechen. Er wechselte an eine Offiziersschule in Troppau in Mähren und kämpfte ab 1916 zunächst an der österreichischen Ostfront, später auch in Italien. Nach der Niederlage der Achsenmächte kam Reyman wieder, in das nun unabhängige, Polen zurück.

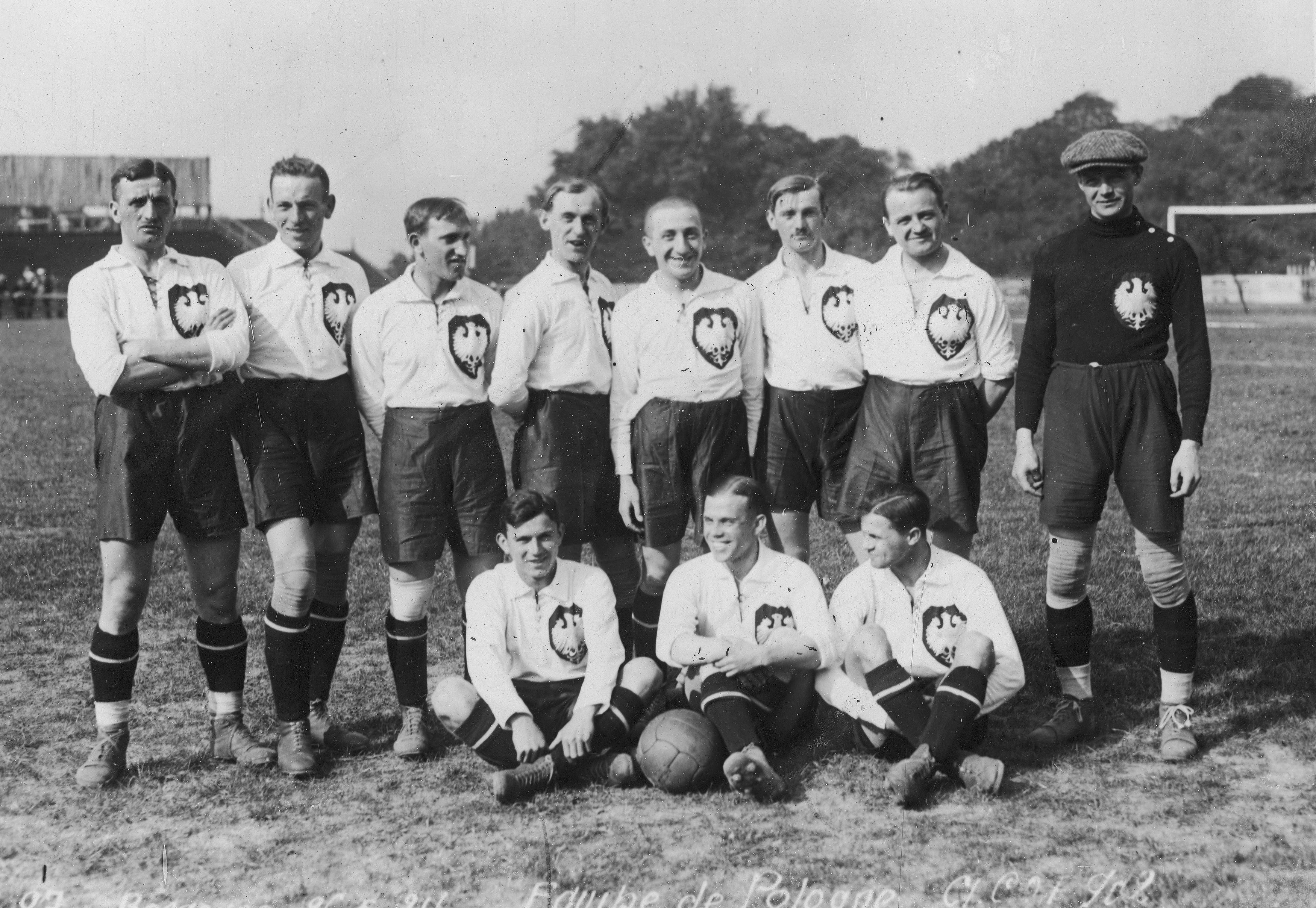
Reyman (zweiter von links) mit der polnischen Nationalmannschaft (1924)

Kurz darauf nahm er im polnisch-sowjetischen Krieg auf polnischer Seite an den Kämpfen gegen Sowjetrussland teil. Der Krieg endete für Polen erfolgreich, 1921 nahm Reyman auch am dritten Aufstand in Schlesien teil. Bereits seit 1918 spielte Reyman wieder für Wisła Krakau Fußball, aber erst ab 1921 widmete er sich wieder voll seiner Fußballer-Karriere. Ab 1921 spielte er auch in der polnischen Fußballnationalmannschaft. Bei den Olympischen Spielen von 1924 leitete er sie unter Trainer Adam Obrubański sogar als Team-Kapitän.
Ende der zwanziger Jahre hatte Reyman seine beste Zeit als aktiver Fußballer. Einen persönlichen Rekord stellte Reyman im Jahr 1927 auf: In 23 Liga-Spielen erzielte er 37 Tore. Dies ist noch heute ein Rekord in der polnischen Fußball-Liga. Im selben Jahr holte er mit Wisła Krakau auch die polnische Meisterschaft und war Torschützenkönig der Liga. Auch 1928 wurde er mit Wisła wieder Meister und war erneut Torschützenkönig der Liga. Seine Karriere als Spieler beendete er 1933. 
Bei Beginn des Zweiten Weltkriegs kämpfte er als Soldat auf polnischer Seite. Als Bataillonskommandeur geriet er bei Gefechten beim Überfall auf Polen zwischen der Fernstraße Posen-Warschau im September 1939 in deutsche Kriegsgefangenschaft. Schwer verwundet kam er in ein Lazarett, aus dem er nach seiner Genesung fliehen konnte. Nach dem Zweiten Weltkrieg war er an der Wiedergründung des PZPN, des polnischen Fußballverbandes, beteiligt. 1947 war er kurz Trainer der polnischen Fußballnationalmannschaft, wurde aber im Zuge des aufkommenden Stalinismus aus dieser Position bald wieder entfernt. Nach Stalins Tod war Reyman von 1957 bis 1958 erneut Trainer der Nationalmannschaft. Bis zu seinem eigenen Tod 1963 war zudem in verschiedenen Verwaltungsposten in seinem alten Verein Wisła Krakau tätig.
Reyman verstarb im Alter von 65 Jahren in Krakau. Er wurde auf dem dortigen Friedhof Rakowicki begraben. Zu seinen Ehren ist heute eine Straße in Krakau benannt, ebenso wie das heutige Stadion seines Vereins, das Henryk-Reyman-Stadion.